# Lương Thành
Lương Thành (giản thể: 凉城县; phồn thể: 涼城縣; bính âm: Liángchéng Xiàn) là một huyện của địa cấp thị Ulanqab (Ô Lan Sát Bố), khu tự trị Nội Mông Cổ, Trung Quốc.

### Trấn
- Đại Hải (岱海镇)
- Mạch Hồ Đồ (麦胡图镇)
- Vĩnh Hưng (永兴镇)
- Man Hán (蛮汉镇)
- Lục Tô Mộc (六苏木镇)

### Hương
- Thiên Thành (天成乡)

### Hương dân tộc
- Hương dân tộc Mãn-Tào Niễn (曹碾满族乡)